# Alexander Hugh Gatehouse
Alexander Hugh Gatehouse, britanski general, * 20. maj 1895, † 21. avgust 1964.